# Herresta herrgård
Herresta herrgård är en herrgård i Herresta, Strängnäs kommun. Herrgården ägs av familjen Paus.

## Historik

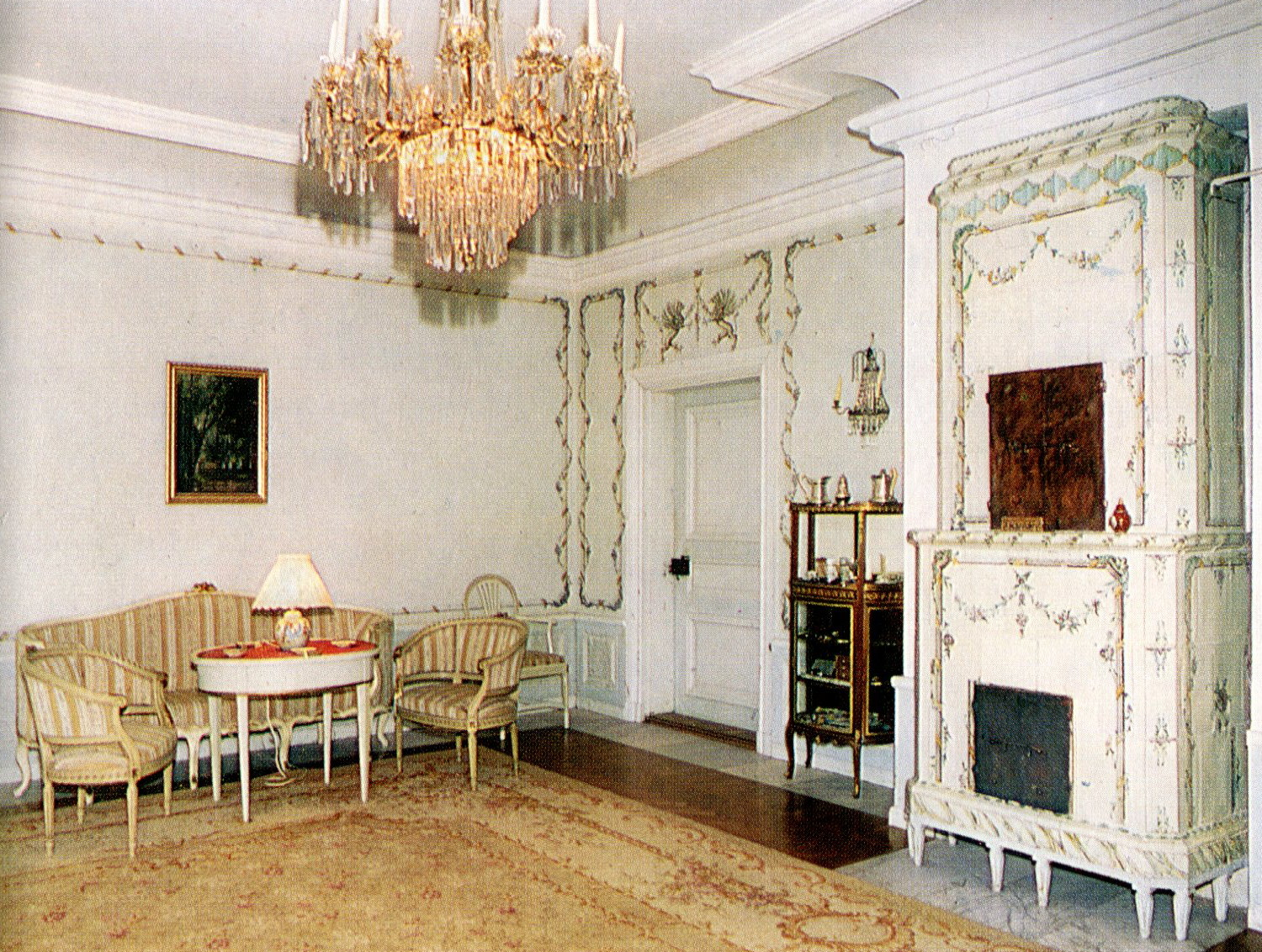
Herrestad, stora salongen, 1968.

Bland ägare av gården märks amiralen friherre Jonas Fredrik Örnfelt (1674–1733), landshövding i Södermanlands län. Han uppförde 1718 det nuvarande stenhuset i två våningar med hjälp av ryska fångar. Över huvudbyggnadens portal i barockstil med sprängd gavel sitter Örnfelts vapen. Hovrättspresidenten och landshövding i Uppsala, greve Johan Georg Lillienberg (1713–1798), förbättrade gården i många avseenden. 1810 kom Herresta genom köp i grosshandlare Carl Adolph Grevesmühls (1744–1827) hand. Godset innehades 1909 av dennes sonsons söner, kaptenen Vilhelm och godsägaren Axel Grewesmühl.
Från 1923 innehas godset av släkten Paus, ursprungligen en norsk släkt som först framträder som prästsläkt i Oslo på 1500-talet; förste ägaren var påvlig kabinettskammarherren greve Christopher de Paus (1862–1943). Han var barnlös och sålde godset 1938 till Herman Christopher Paus (1897–1983) av samma ätt, även inflyttad till Sverige från Norge. Nuvarande ägare är Hermans sonson Fredric Christopherson Paus. Herman Paus' hustru, grevinnan Tatyana Tolstoy (född 1914 på Jasnaja Poljana), var dotter til grev Lev Tolstoj och barnbarn till författaren Leo Tolstoj och Ernst Westerlund.

## Ägare
- Viceamiral Jöran Olofsson Barck (1600-talet)
- Georg Barck (1600-talet)
- Överkrigskommissarie Henrik Örnfelt
- Amiral, landshövding, friherre Jonas Fredrik Örnfelt (ägare –1733)
- Friherrinna Eva Catharina Örnfelt (ägare 1738–1757), Jonas Fredrik Örnfelts änka och efter makens död gift igen med överste, friherre Bengt Horn af Rantzien (d. 1738)
- Kammarherre, landshövding, greve Johan Georg Lillienberg (ägare 1757–1798)
- Lantmarskalk, f.d. finansminister och generalguvernör, greve Eric Ruuth (ägare 1798–1810)
- Grosshandlare Carl Adolph Grevesmühl (ägare 1810–1827)
- Assessor August Vilhelm Grevesmühl (ägare 1827–1863)
- August Oscar Grevesmühl (ägare 1863–1906)
- Oscar Vilhelm Grevesmühl och August Axel Grevesmühl (ägare 1906–1917)
- Kapten Fredrik Gripensvärd (ägare 1917–1923)
- Kammarherre, greve Christopher de Paus (ägare 1923–1938)
- Herman Christopher Paus (ägare 1938–1980)
- Christopher Hermansson Paus (ägare 1980–2000-talet)
- Fredric Christopherson Paus (ägare från 2000-talet)

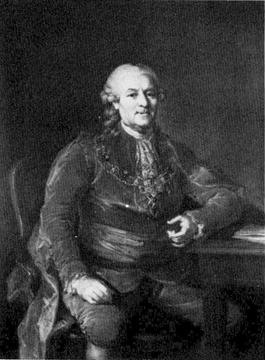
Greve Johan Georg Lillienberg
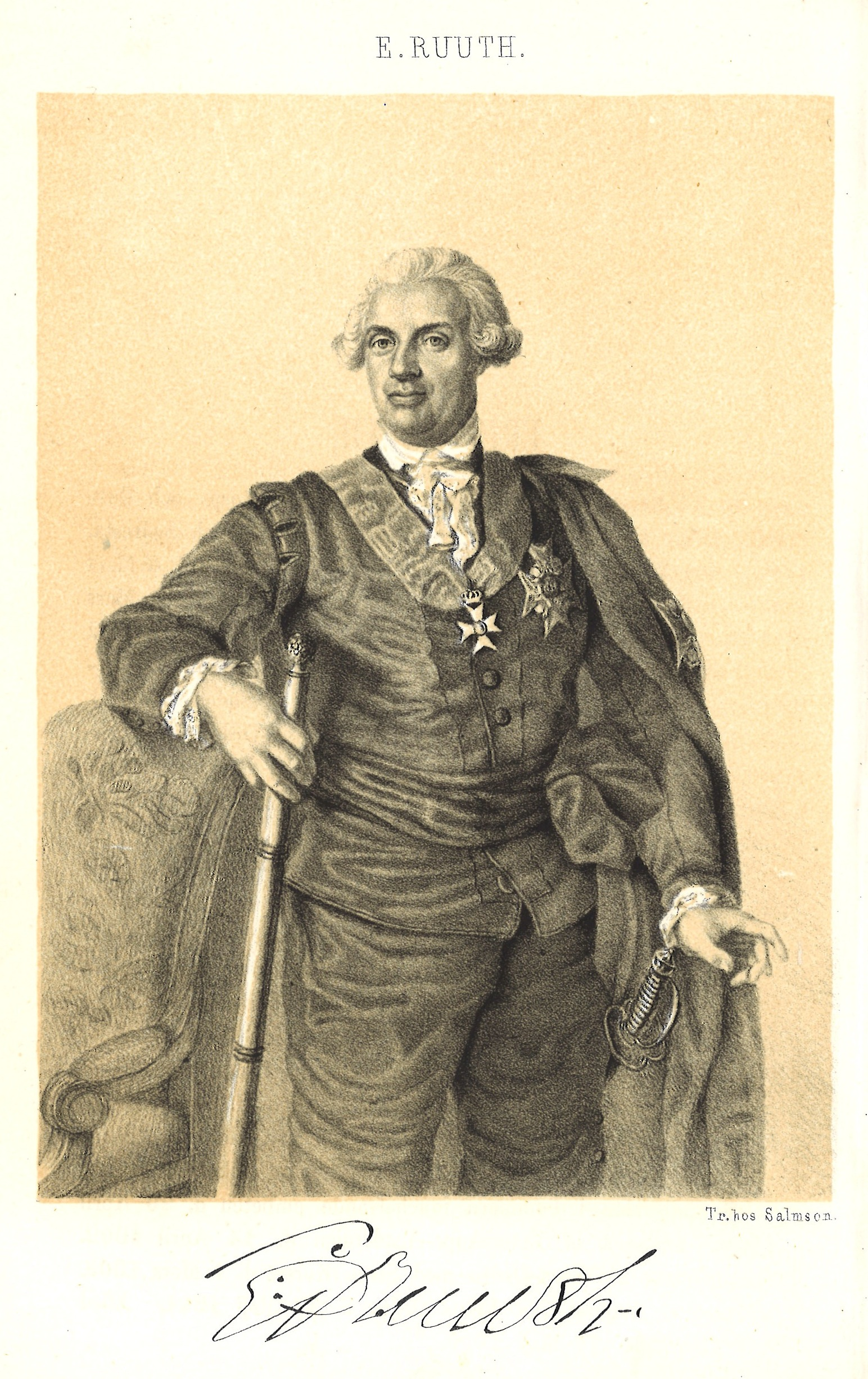
Greve Eric Ruuth
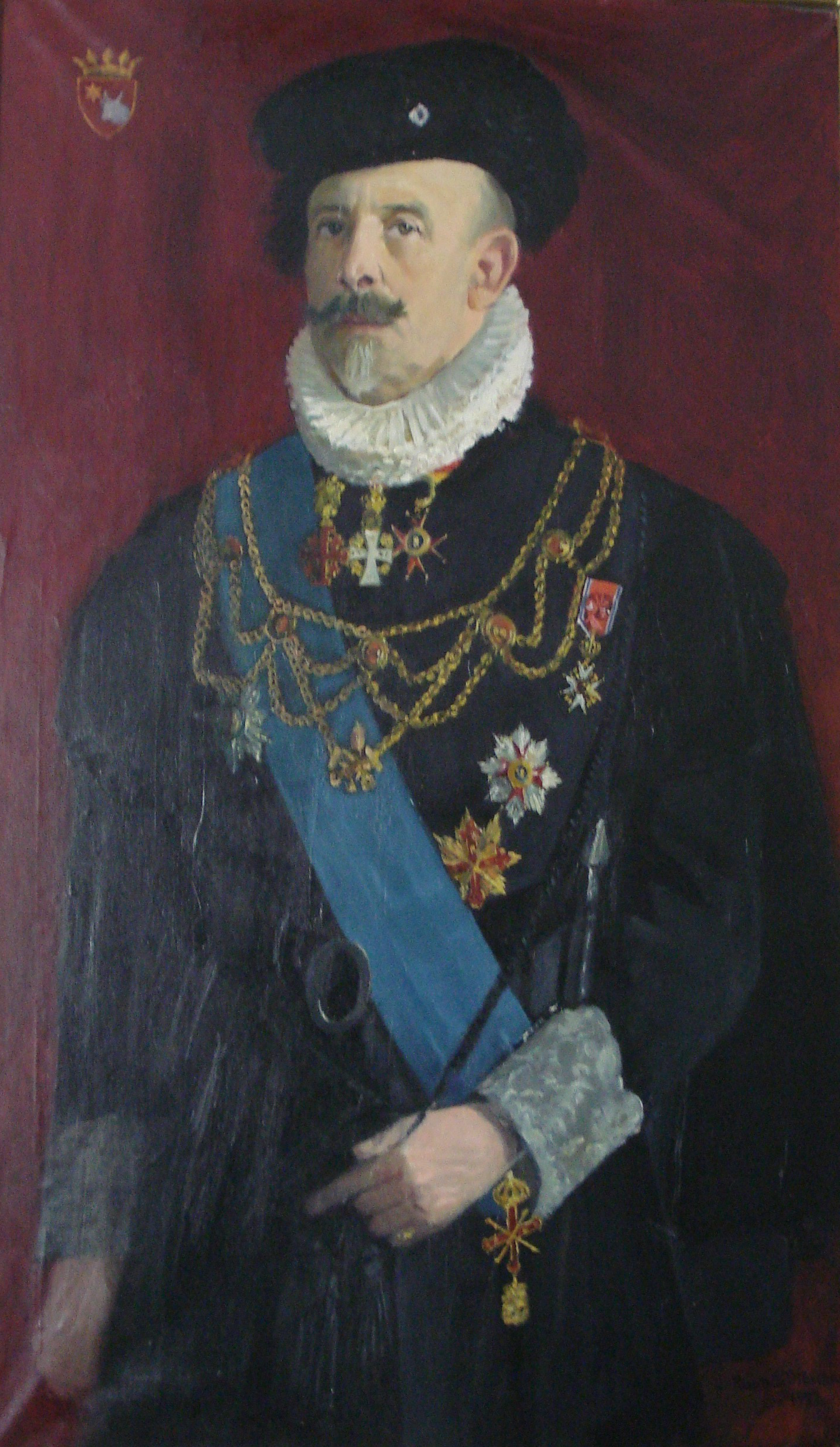
Greve Christopher Paus